# Secrets íntims
Secrets íntims (Scissors en anglès) és una pel·lícula de thriller psicològic nord-americana de 1991 dirigida per Frank De Felitta i protagonitzada per Sharon Stone, Ronny Cox i Steve Railsback. Ha estat doblada al català.
La trama se centra en la vida d'Angela Anderson (Sharon Stone), una dona reprimida sexualment que queda atrapada en un misteriós apartament.

## Repartiment
- Sharon Stone com a Angela Anderson
  - Kelly Noonan com a jove Angela Anderson
- Steve Railsback com a Alex i Cole Morgan
- Ronny Cox com a Dr. Stephan Carter
- Michelle Phillips com a Ann Carter
- Vicki Frederick com a Nancy
- Leonard Rogel com a Red Beard
- Carl Ciarfalio com a Attacker
- Howie Guma com a Clerk
- Larry Moss com a Kramer
- Paul Austin Kelly com a Folger
- Albert Popwell com a policia
- Jim Shankman com a Bob